# إم إتش بي أرينا
إم إتش بي أرينا (MHPArena) (سابقًا مرسيدس بنز أرينا) هو ملعب كرة قدم يقع في شتوتغارت، بادن فورتمبيرغ، ألمانيا وهو الملعب الرئيسي لنادي شتوتغارت المنتمي للدوري الألماني. سمي الملعب قبل عام 1993 بملعب نيكار نسبةً للنهر المجاور نيكار وبين 1993 ويوليو 2008 كان يدعى ملعب غوتليب دايملر. وفي موسم 2008-09، اعيد تسميته مرسيدس بنز أرينا، في مباراة تحضيرية للموسم ضد أرسنال يوم 30 يوليو 2008، ثم تغير الاسم إلى إم إتش بي أرينا في يوليو 2023.
استضاف الملعب عدد من مباريات كأس العالم وكأس الأمم الأوروبية لكرة القدم.

## كأس العالم لكرة القدم 2006
المباريات التالية لعبت على مرسيدس بنز أرينا خلال كأس العالم لكرة القدم 2006.
| التاريخ    | توقيت (بتوقيت وسط أوروبا) | فريق #1 | النتيجة | فريق #2    | الدور         | عدد المتفرجين |
| ---------- | ------------------------- | ------- | ------- | ---------- | ------------- | ------------- |
| 2006-06-13 | 18.00                     | فرنسا   | 0-0     | سويسرا     | المجموعة 7    | 52,000        |
| 2006-06-16 | 18.00                     | هولندا  | 1-2     | ساحل العاج | المجموعة 3    | 52,000        |
| 2006-06-19 | 21.00                     | إسبانيا | 1-3     | تونس       | المجموعة 8    | 52,000        |
| 2006-06-22 | 21.00                     | كرواتيا | 2-2     | أستراليا   | المجموعة 6    | 52,000        |
| 2006-06-25 | 17.00                     | إنجلترا | 0-1     | الإكوادور  | دور الستة عشر | 52,000        |
| 2006-07-08 | 21.00                     | ألمانيا | 1-3     | البرتغال   | المركز الثالث | 52,000        |

## وصلات خارجية
- الموقع الرسمي
- مرسيدس بنز أرينا على Footballmatch